# غلوريا غلينس بارك (أوهايو)
غلوريا غلينس بارك (بالإنجليزية: Gloria Glens Park, Ohio)‏ هي منطقة سكنية تقع في الولايات المتحدة في مقاطعة مداينا، أوهايو. يقدر عدد سكانها بـ 425 نسمة ومساحتها 0.31 كم2 وترتفع عن سطح البحر 308 متر.

## التركيبة السكانية
قام مكتب تعداد الولايات المتحدة بتحديد بيانات التركيبة السكانية لغلوريا غلينس بارك في تعداد الولايات المتحدة. في ما يلي، التركيبة السكانية حسب تعدادي 2000 و2010.

### تعداد عام 2000
بلغ عدد سكان غلوريا غلينس بارك 538 نسمة بحسب تعداد عام 2000، وبلغ عدد الأسر 199 أسرة وعدد العائلات 147 عائلة مقيمة في القرية.
وتوزع التركيب العرقي للقرية بنسبة 99.26% من البيض و 0.19% من الأمريكيين الأصليين و 0.37% من عرقين مختلطين أو أكثر.
بلغ عدد الأسر 199 أسرة كانت نسبة 36.2% منها لديها أطفال تحت سن الثامنة عشر تعيش معهم، وبلغت نسبة الأزواج القاطنين مع بعضهم البعض 57.3% من أصل المجموع الكلي للأسر، ونسبة 11.6% من الأسر كان لديها معيلات من الإناث دون وجود شريك، وكانت نسبة 26.1% من غير العائلات. تألفت نسبة 20.1% من أصل جميع الأسر من أفراد ونسبة 8.0% كانوا يعيش معهم شخص وحيد يبلغ من العمر 65 عاماً فما فوق. وبلغ متوسط حجم الأسرة المعيشية 3.11، أما متوسط حجم العائلات فبلغ 2.70.
بلغ العمر الوسطي للسكان 34 عاماً. وكانت نسبة 27.7% من القاطنين تحت سن الثامنة عشر، وكانت نسبة 7.8% بين الثامنة عشر والأربعة وعشرون عاماً، ونسبة 32.9% كانت واقعةً في الفئة العمرية ما بين الخامسة والعشرون حتى والأربعة وأربعون عاماً، ونسبة 21.0% كانت ما بين الخامسة والأربعون حتى الرابعة والستون، ونسبة 10.6% كانت ضمن فئة الخامسة والستون عاماً فما فوق. يوجد لكل 100 أنثى 108.5 ذكر، ويوجد لكل 100 أنثى في الثامنة عشر من عمرها فما فوق 99.5 ذكر.
بلغ متوسط دخل الأسرة في القرية 46,750 دولار، أما متوسط دخل العائلة فبلغ 52,891 دولار. وكان متوسط دخل الذكور 36,964 دولار مقابل 22,321 دولار للإناث. وسجل دخل الفرد الخاص بالقرية 19,937 دولار.

### تعداد عام 2010
بلغ عدد سكان غلوريا غلينس بارك 425 نسمة بحسب تعداد عام 2010، وبلغ عدد الأسر 179 أسرة وعدد العائلات 116 عائلة مقيمة في القرية. في حين سجلت الكثافة السكانية 3,863.6 نسمة لكل ميل مربع (1,491.7/كم2). وبلغ عدد الوحدات السكنية 226 وحدة بمتوسط كثافة قدره 2,054.5 لكل ميل مربع (793.2/كم2).
وتوزع التركيب العرقي للقرية بنسبة 98.6% من البيض و 0.2% من الأمريكيين الأصليين و 0.5% من الأمريكيين ذوي الأصول الآسيوية و 0.2% من الأمريكيين الأفارقة و 0.5% من عرقين مختلطين أو أكثر.
بلغ عدد الأسر 179 أسرة كانت نسبة 29.1% منها لديها أطفال تحت سن الثامنة عشر تعيش معهم، وبلغت نسبة الأزواج القاطنين مع بعضهم البعض 48.6% من أصل المجموع الكلي للأسر، ونسبة 11.7% من الأسر كان لديها معيلات من الإناث دون وجود شريك، بينما كانت نسبة 4.5% من الأسر لديها معيلون من الذكور دون وجود شريكة وكانت نسبة 35.2% من غير العائلات. تألفت نسبة 29.1% من أصل جميع الأسر من أفراد ونسبة 8.4% كانوا يعيش معهم شخص وحيد يبلغ من العمر 65 عاماً فما فوق. وبلغ متوسط حجم الأسرة المعيشية 2.91، أما متوسط حجم العائلات فبلغ 2.37.
بلغ العمر الوسطي للسكان 39.5 عاماً. وكانت نسبة 22.4% من القاطنين تحت سن الثامنة عشر، وكانت نسبة 8.9% بين الثامنة عشر والأربعة وعشرون عاماً، ونسبة 27.8% كانت واقعةً في الفئة العمرية ما بين الخامسة والعشرون حتى والأربعة وأربعون عاماً، ونسبة 29.6% كانت ما بين الخامسة والأربعون حتى الرابعة والستون، ونسبة 11.3% كانت ضمن فئة الخامسة والستون عاماً فما فوق. وتوزع التركيب الجنسي للسكان بنسبة 51.8% ذكور و48.2% إناث.